# Agonocryptus rufigaster
Agonocryptus rufigaster är en stekelart som beskrevs av Gupta 1982. Agonocryptus rufigaster ingår i släktet Agonocryptus och familjen brokparasitsteklar. Inga underarter finns listade i Catalogue of Life.